# Little Tony
Little Tony, pseudonimul lui Antonio Ciacci (n. 9 februarie 1941, Tivoli, Lazio, Regatul Italiei – d. 27 mai 2013, Roma, Italia), a fost un cântăreț și actor sanmarinez, interpret a numeroase melodii de succes ca Cuore matto, Riderà și T'amo e t'amero, clasificat pe locul doi la Festivalul din Sanremo din 1961.

## Discografie

### Albume
- 1966: Riderà
- 1967: Questo mondo non mi va
- 1968: Il Big Little Tony
- 1969: Special
- 1972: Dedicato ai miei fans
- 1972: I numeri uno
- 1973: Don’t You Cry for Tomorrow
- 1975: Little Tony canta Elvis
- 1978: Tribute to Elvis
- 1981: Ogni Mattina
- 1982: The Love Boat
- 1987: Ragazza Italiana
- 1990: Aspettami in America
- 2003: Non si cresce mai (cu Bobby Solo)
- 2008: Non finisce qui’
- 2011: È impossibile – It’s Impossible

### Singles
- 1957: Che tipo Rock
- 1959: Who’s That Knockin’ (Little Tony and His Brothers)
- 1959: Too Good (Little Tony and His Brothers)
- 1959: She’s Got It (Little Tony and His Brothers)
- 1959: Little Tony in London
- 1960: Too Good
- 1960: Princess
- 1960: Sassi
- 1960: Il barattolo
- 1961: Bella pupa
- 1961: Bella Marie
- 1961: La bella americana
- 1961: Grazia
- 1961: Italian Lover
- 1961: 24 mila baci
- 1961: Perchè m’hai fatto innamorare?
- 1962: Il ragazzo col ciuffo
- 1963: Se insieme a un altro ti vedrò
- 1963: T’amo e t’amerò
- 1964: Non aspetto nessuno
- 1964: Quando vedrai la mia ragazza
- 1965: Ogni mattina
- 1965: Viene la notte
- 1965: Non è normale
- 1966: Riderà
- 1967: Cuore matto
- 1967: Mulino a vento
- 1968: Un uomo piange solo per amore
- 1968: Lacrime
- 1968: La donna di picche
- 1969: Non è una festa
- 1969: Solo per te
- 1969: Bada bambina
- 1969: Nostalgia
- 1970: La spada nel cuore
- 1970: Notte notte notte
- 1970: Azzurra
- 1970: Cuore ballerino
- 1973: Giovane cuore
- 1974: Cavalli bianchi
- 1974: Quando c’eri tu
- 1982: Donna da vendere
- 1985: Centomila volte ancora
- 2003: Non si cresce mai (cu Bobby Solo)
- 2004: Figli di pitagora (Gabry Ponte feat. Little Tony)

## Filmografie selectivă
- 1962 5 marines per 100 ragazze, regia: Mario Mattoli
- 1967 Ea va râde (Riderà (Cuore matto)), regia: Bruno Corbucci
- 1967 Inimă nebună... nebună de legat (Cuore matto … matto da legare), r. Mario Amendola
- 1968 Zum zum zum, Sergio Corbucci și Bruno Corbucci

## Vezi și
- Listă de filme străine până în 1989

## Legături externe
- Little Tony la Internet Movie Database